# Щеврик лучний

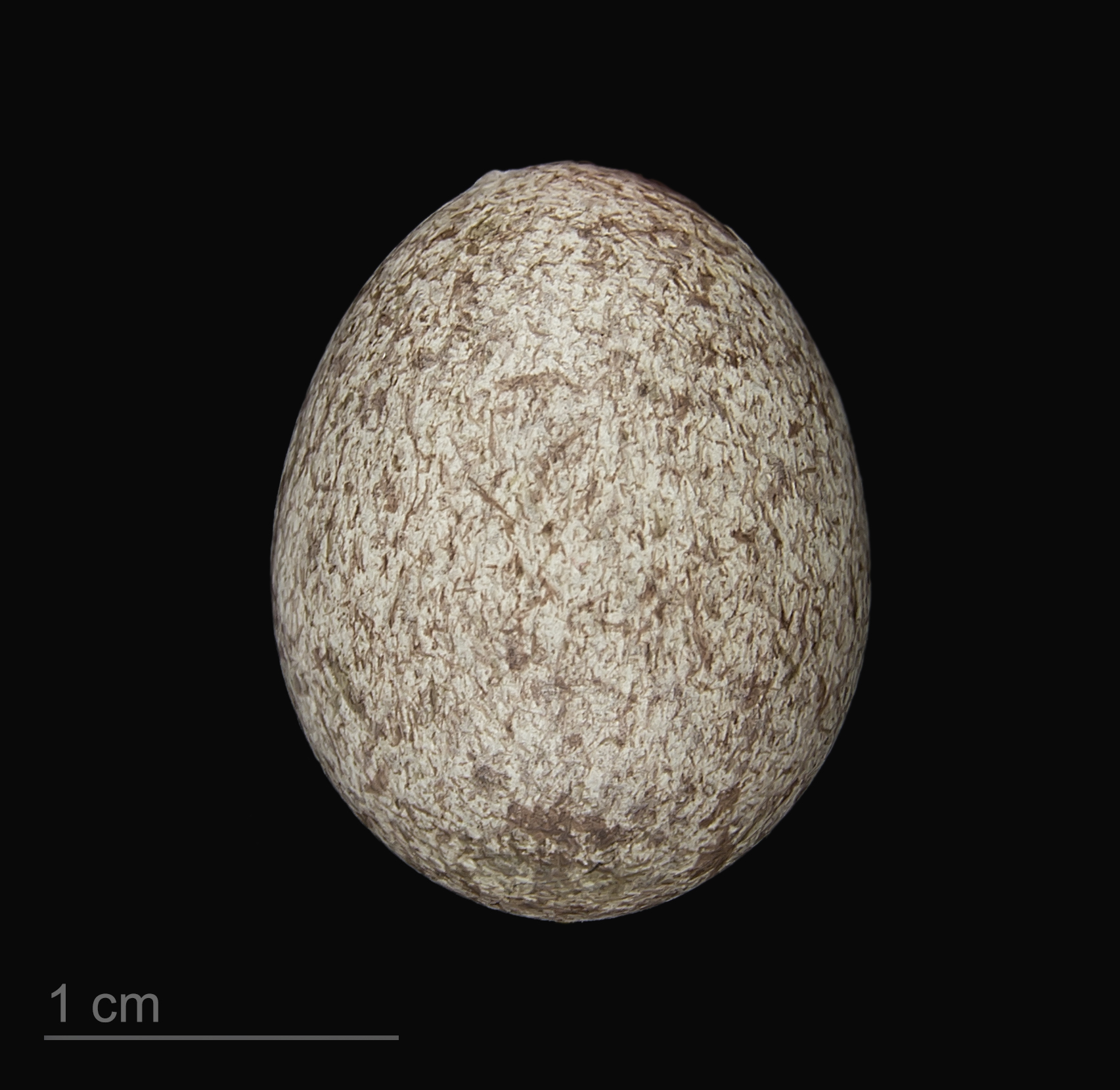
яйце Anthus pratensis - Тулузький музей

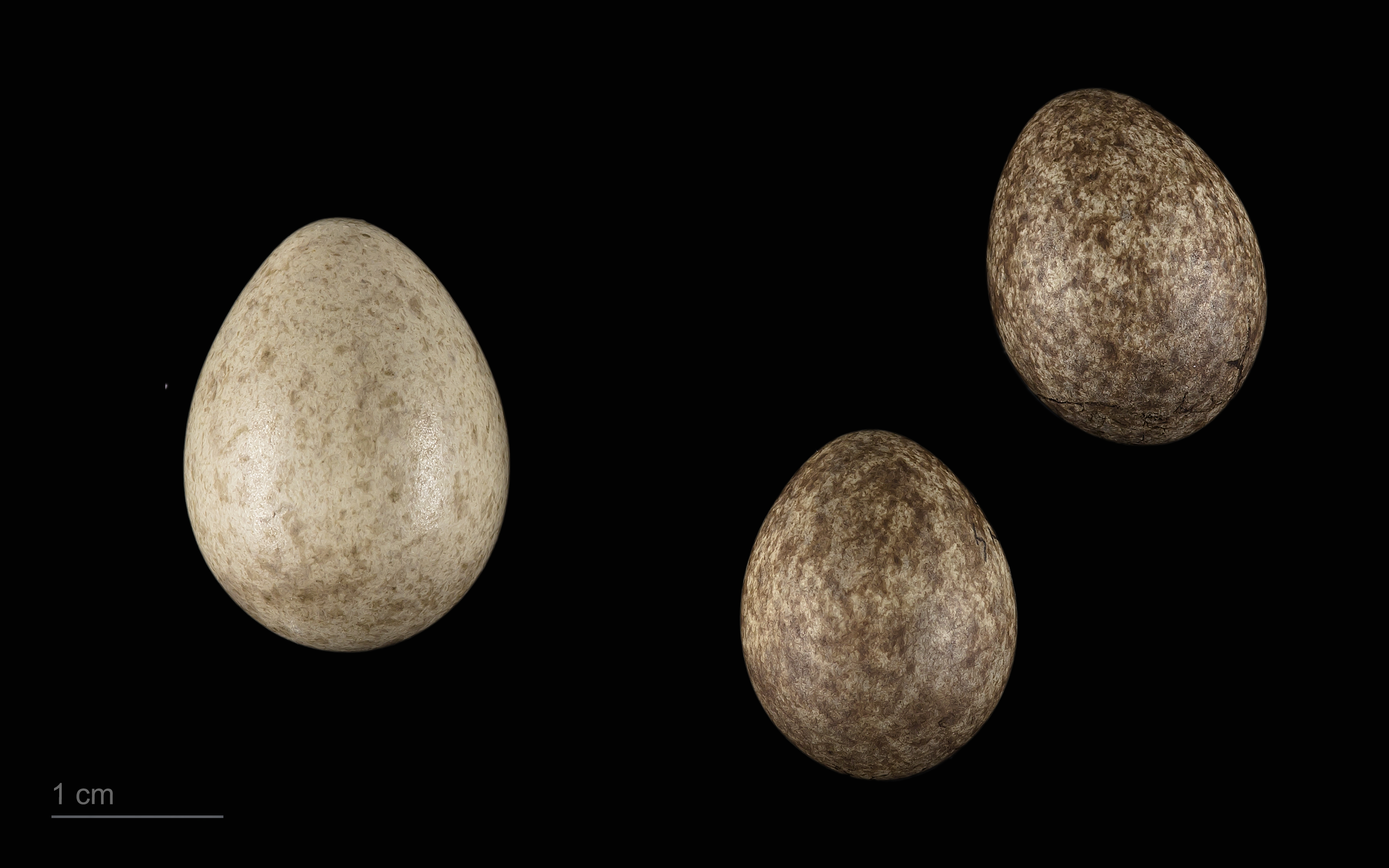
яйце Cuculus canorus canorus + Anthus pratensis - Тулузький музей

Ще́врик лучни́й (Anthus pratensis) — вид птахів родини плискових. Поширений в Європі та Азії. В Україні гніздовий, перелітний птах.

## Будова тіла
Маса тіла 16-19 г, довжина близько 15 см. Трохи менший, а за забарвленням майже такий, як лісовий щеврик. Верх сірувато-бурий або жовтувато-бурий з темною строкатістю. Поперек і надхвістя однотонно жовтувато-бурі, горло і решта низу білуваті; воло, груди і боки тулуба з густими широкими темними рисками. Махові пера і хвіст бурі; на крайніх стернових перах біла барва; дзьоб темно-бурий, ноги світло-бурі. Кіготь заднього пальця довгий, дещо загнутий. У лісового щеврика ноги жовтуваті, а в лучного — тілесного кольору. 

## Екологія та поведінка
Оселяється на вогких луках або великих торфових болотах з обрідною рослинністю; восени зустрічається на вигонах і заплавних луках. Звуки — дзвінкі вигуки «ці-зі-зі...» або одноманітне «ціп-ціп-ціп-ціп-ціп...», але часто птах видає досить ніжні звуки «іт, іт, іт». Токовий політ не схожий на політ у інших видів щевриків. Птах, мовчки круто піднявшись досить високо в повітря, летить потім горизонтально по прямій, починаючи при цьому співати. Пісня триває близько 15 с, після чого лучний щеврик відразу ж сідає на землю. 

## Поширення
Щеврик лучний — поширена пташка роду щевриків. Він відрізняється від лісового щеврика життєвим простором і голосом. Лучний щеврик — це пташка, що гніздиться на вологих луках і пасовищах, в болотистій місцевості, а також в горах. Під час міграції на південь його можна часто спостерігати у великих зграях на полях і берегах водойм. Він зустрічається в більшості регіонів північної половини Європи і Азії. Він зимує зазвичай в південній Європі, в північній Африці і в Південній Азії. В Ірландії, у Великій Британії та в прибережних областях західної Європи він навпаки, осілий птах.
В Україні — гніздовий, але нечисленний птах Полісся і північного Лісостепу; на прольотах численний в усіх зонах.